# Hernâni Brôco
Hernâni Manuel Brôco Conceicão (Torres Vedras, 13 juni 1981) is een Portugees wielrenner die anno 2012 uitkomt voor Caja Rural. In 2005 werd hij Portugees kampioen tijdrijden bij de beloften

## Belangrijkste overwinningen
2001
- 1e etappe GP CTT Correios de Portugal

2003
- Portugees kampioen tijdrijden, Beloften

2004
- Bergklassement Ronde van Castilië en León

2011
- 3e etappe Ronde van Portugal

## Resultaten in voornaamste wedstrijden
| Jaar | Ronde van Italië | Ronde van Frankrijk | Ronde van Spanje |
| ---- | ---------------- | ------------------- | ---------------- |
| 2012 |                  |                     | 53e              |